# Поврека
Поврека — река в Вытегорском районе Вологодской области России, впадает в Тудозеро.
Берёт исток на территории Анхимовского сельского поселения, течёт на север в безлюдной болотистой местности, пересекает границу Андомского сельского поселения, перед впадением в Тудозеро — трассу А119. Длина реки составляет 16 км.

## Данные водного реестра
По данным государственного водного реестра России относится к Балтийскому бассейновому округу, водохозяйственный участок реки — Бассейн Онежского озера без рр. Шуя, Суна, Водла и Вытегра, речной подбассейн реки — Свирь (включая реки бассейна Онежского озера). Относится к речному бассейну реки Нева (включая бассейны рек Онежского и Ладожского озера).
Код объекта в государственном водном реестре — 01040100612102000017529.